# Neobisium baenai
Espèce
Neobisium baenai est une espèce de pseudoscorpions de la famille des Neobisiidae.

## Distribution
Cette espèce est endémique d'Andalousie en Espagne. Elle se rencontre à Cabra, à Luque, à Zuheros et à Carcabuey dans des grottes.

## Description
Les mâles mesurent de 4,90 à 5,00 mm et les femelles de 4,42 à 5,70 mm.

## Étymologie
Cette espèce est nommée en l'honneur de Manuel Baena.

## Publication originale
- Carabajal Márquez, García Carrillo & Rodríguez Fernández, 2011 : Contribution to the catalogue of the pseudoscorpions of Andalucia (Spain) (I) (Arachnida, Pseudoscorpiones). Boletin de la Sociedad Entomológica Aragonesa, vol. 48, no 1, p. 115-128 (texte intégral).